# 藤沢勉
藤沢 勉（ふじさわ つとむ、1959年3月8日 - 1998年2月28日）は、日本のゲームクリエイター、プロデューサー、キャラクターデザイナー。

## 来歴
1984年の『忍者くん 魔城の冒険』以降、UPLの多くの作品に関わった。
1987年、『忍者くん 阿修羅ノ章』発表後にUPLを退社しフリーのゲームデザイナーとなった後も、継続してUPLから作品を発表していた。
本人いわく「僕は本来、人間とコンピュータが対等の条件で知力をつくして戦うというのが、ゲームの理想像と考えているんです。」との事で、『ぺんぎんくんWARS』等で高度なアルゴリズムによるコンピュータと人間の戦いに主眼を置いた対戦ゲームを模索。既存のゲームに真っ向反旗を翻し『宇宙戦艦ゴモラ』をはじめ、多くのアイディアを先鋭的なゲームデザインと共に表現した。また『ぺんぎんくんWARS』から『オメガファイター』まではBGMの作曲も自身で行っていた。
1992年、UPL倒産を受けソフトハウス「スカラベ」を設立した。同社は藤沢の没後、妻・紀子が代表となり2005年3月に株式会社キャビアに吸収合併された。

## デザイン関与作品一覧
発表順。UPL時代の作品のみ記述。
- 忍者くん 魔城の冒険 - 1984年10月発表のデビュー作。9月の企画提出からわずか一ヶ月で発表にこぎつけた。戦略性の高さが話題となった。
- ぺんぎんくんWARS - 1985年6月発表。企画提出自体は『忍者くん 魔城の冒険』と同時だった。プログラム以外全て（ゲームデザイン、グラフィック、サウンド）を担当。
- XXミッション - 1986年9月発表。対空・対地攻撃を使い分けて戦う縦スクロールSTG。
- 忍者くん 阿修羅ノ章 - 1987年4月発表。多くのアイディアが生かされないまま、製作途中で出荷されてしまった。
- ミュータントナイト - 1987年12月発表。前作「阿修羅ノ章」で「キャラクターが小さい」と指摘されたことに反発した作品。
- アークエリア - 1988年6月発表。『NOVA2001』の流れを汲む全方向スクロール型のシューティングゲーム。日本国内のみの販売。
- アトミックロボキッド - 1988年12月発表。「核戦争後の世界」という具体的な設定を持った珍しい作品。
- オメガファイター - 1989年7月発表。サウンド（SE）担当。
- ゴモラスピード - 1990年9月発売のPCエンジン用ソフト。初のコンシューマ向けオリジナル作品となったトップビューの任意スクロールアクション。
- 宇宙戦艦ゴモラ - 1990年12月発表。巨大化する自機、攻防一体の照準式ビームによる戦略性の高さが特徴のシューティング。『ゴモラスピード』とタイトルが似ているが特に関連はない。
- バンダイク - 1991年2月発表。『ワルキューレの伝説』を彷彿とさせる格闘アクション。
- アクロバットミッション - 1991年7月に発売。販売はタイトーが担当した。プロデュース担当。ただし病気療養のため、ほぼノータッチ。
- 鋼鉄要塞シュトラール - 1992年1月発表。システム原案、プロデュース担当。